# 相田洋
相田 洋（あいだ ゆたか、1936年5月3日 - ）は、日本のテレビ番組ディレクター。NHKに39年勤務した後、フリー。

## 人物・経歴
旧朝鮮・全羅北道出身、小学生のときに引き揚げた。新潟県立高田高等学校を経て早稲田大学法学部卒業後、1960年にNHK入局。NHK札幌中央放送局でラジオの録音構成やテレビのドキュメンタリー番組のフィルム構成を経て、1966年に東京の教育局教養部へ。その後もNHKでは一貫してドキュメンタリー畑を進む。
1968年11月23日に放送された、あるぜんちな丸によるブラジル移民に関する番組「ドキュメンタリー 乗船名簿AR-29」で第23回芸術祭奨励賞を受賞。その後も1978年に「移住10年目の乗船名簿」、1988年に「移住20年目の乗船名簿」、2000年に「移住31年目の乗船名簿」、2018年に「移住 50年目の乗船名簿」と乗客をほぼ10年ごとに追跡取材し、相田のライフワークとなった（「40年目」がないのは、相田が母親の介護で取材に行くことができなかったため）。その他にも、NHK特集『核戦争後の地球』でイタリア賞や芸術祭大賞など6賞、NHKスペシャル『電子立国日本の自叙伝』で1992年に芸術選奨文部大臣賞を受賞するなど、ドキュメンタリー番組で多数の受賞歴がある。
1987年のNHK特集、シリーズ『自動車』で確立した「自らも番組に出演しアナウンサーとトークを展開する」という独特のスタイルも有名で、これは日本テレビの『テレビ三面記事 ウィークエンダー』に影響を受け、方法を踏襲しものだという。特に『電子立国』シリーズ等でコンビを組んだ三宅民夫とは絶妙なコンビネーションを見せたことで知られる。『新・電子立国』ではスタジオトークだけでなくロケにも登場し、モーションキャプチャ技術のデモのために自らラジオ体操第1を実演した。
管理職にはならずに、現場でチーフディレクターとして番組を制作し続け、1999年にNHKを定年退職。退職後は慶應義塾大学環境情報学部教授を務めていたが、2001年からフリーランスとして、映像ドキュメンタリーの世界で活動している。2000年には紫綬褒章を受章している。
2013年には、認知症を患った母が100歳で亡くなるまでの8年間の在宅介護の模様を小型ビデオで自ら撮影し、ドキュメンタリーとして2夜連続で放送された。その記録は専門家から貴重な資料として高く評価された。
自分の作品（『電子立国』シリーズ）でコンピュータについて学習し、アスキー・ドットPCにエッセイを連載（『相田洋のデジタル大好奇心』）している。同エッセイにおいては、2005年発表の作品『鼓の家』ではローランド製のダイレクトリニア編集機「DV-7DL」を駆使して一切の編集作業を自ら行ったことを明らかにしている。

## 主な担当番組
- ある人生（1964年〜？）
- ドキュメンタリー乗船名簿AR-29（1968年）[1]
- メッシュマップ東京（1973年）
- NHK特集  コンコルド（1977年）[7]
- NHK特集  昭和の誕生（1978年）[8]
- NHK特集  東京大空襲（1978年）[9]
- 石油・知られざる技術帝国（1980年）
- NHK特集・日本の条件 『マネー』 (1981年）
- NHK特集・日本の条件 『外交』 (1982年）
- NHK特集 シーレーン海の防衛線 (1982年）
- NHK特集 コンピューター世界網 (1983年）
- NHK特集　世界の科学者は予見する・核戦争後の地球（1984年）[10]
- NHK特集『自動車』（1987年、6月14・15・21・22日）
- NHKスペシャル『電子立国日本の自叙伝』（1991年）[11]
- NHKスペシャル『新・電子立国』（1995年〜1996年）[12]
- NHKスペシャル『マネー革命』（1998年）
- 移住31年目の乗船名簿（2000年）
- NHKスペシャル『鼓の家』（2005年、フリーとしての作品）
- NHKスペシャル  認知症800万人時代 母と息子 3000日の介護記録（2013年11月23日）
- 移住 50年目の乗船名簿（2018年12月23日）

## 主な著書
ほとんどは放送に関連したものである。当時、NHKの島桂次体制下では、制作費の削減とNHKの関連企業が設立され、企画にメディアミックスを盛り込まなければ、企画が通りにくい状況にあった。たとえば、『電子立国 日本の自叙伝』も本の出版が義務付けられて実現した企画である。
- 『NHK 電子立国日本の自叙伝』（全4巻、NHK出版）1992　のちNHKライブラリー
- 『航跡 移住31年目の乗船名簿』（NHK出版）2003
- 『ドキュメンタリー 私の現場 記録と伝達の40年』（NHK出版）2003
- 『わが母最後のたたかい 介護3000日の真実』NHK出版 2015

### 共著
- 『新・電子立国』大墻敦、荒井岳夫、矢吹寿秀、赤木昭夫共著（全7巻、NHK出版）1996-97
- 『マネー革命』宮本祥子、茂田喜郎、藤波重成共著（全3巻、NHK出版）1999　のちNHKライブラリー